# Мурси
Мурсите (на мурсийски Мун) са етническа група в югозападна Етиопия с популация 7480 (2007). Те живеят в долината на долното течение на река Омо в „Региона на южните нации, националности и народи “; тяхната територия се намира отчасти в рамките на Националния парк Маго .
Мурсийският език принадлежи към сурмските езици, подгрупа от източносудански езици в рамките на нило-сахарското езиково семейство .

## Икономика
Мурсите са традиционно номадски земеделци и скотовъдци. Най-важната култура е соргото, отглеждат още царевица, боб и нахут. Засаждането се извършва по бреговете на реките Омо и Маго през октомври и ноември, след като водата се оттегли там. Жътвата се извършва през януари и февруари, а обработваемата земя по бреговете на реката се счита за най-важният ресурс за земеделието на Мурси. След началото на основния дъждовен сезон, през март и април, земята се засажда по-далеч от реките, където се бере през юни и юли. Валежите обаче могат да варират в широки граници по отношение на количеството и местоположението, което увеличава риска от провал на реколтата. В такива случаи едрият рогат добитък осигурява известна застраховка, тъй като осигурява мляко и месо за храна с високо съдържание на протеини и може да се търгува за зърно от планините. Говедата са от голямо значение в културата Мурси.
В хода на създаването на гигантска плантация за захарна тръстика в долината Омо (250 000 хектара) от етиопското правителство с амбициозни цели под китайско ръководство, племенното население е настанено в колиби; на всяко семейство са разрешени само пет говеда.

## Модификации на тялото
Мурсите са известни с женските плочи за устни, наричани дхеби от мурсите. За да ги поставят, долната устна на момичетата се пробива в края на пубертета и два от долните им резци се избиват. Глинените плочи се оформят и изпичат от самите момичета. Все по-големи екземпляри се използват за постепенно разтягане на долната устна. Ушните миди често са украсени по същия начин. Външният вид е и средство за доходи, тъй като туристите плащат, за да се снимат с устните им. В ежедневието жената мурси рядко носи плочката за устни.
Фототуризмът е спорен, тъй като туристическите групи често отиват в селата на мурси, бързо правят няколко снимки и плащат за заснетото, след което си тръгват отново, без да навлизат в подробности за мурси и тяхната култура. Някои мурси и външни критици смятат това за унизително. Приходите от туризъм позволяват, от една страна, да се закупи зърно по време на суша или да се плати за здравеопазването на добитъка, от друга страна, сега се използва и за закупуване на алкохол.
Днес някои момичета, които живеят в райони, по-повлияни от външния свят или които са успели да посещават едно от малкото училища в региона досега, вече не искат да носят плочки за устни. Други предпочитат чинии с дупка в средата, които са по-лесни за носене.